# 더그 E. 더그
더그 E. 더그(Doug E. Doug, 1970년 1월 7일 ~ )는 미국의 영화 감독, 각본가, 텔레비전 배우, 영화배우, 성우, 영화 프로듀서이다.
브루클린에서 태어났다.

## 영화
- 액트 오브 워 (2015년) - 말론 역
- 더 워너비 - 존 고티 (2015년)
- 노블 로맨스 (2011년)
- 디태치먼트 (2011년) - 노리스 역
- 저스티 파이드 1 (2010년)
- 눈사람 (2010년)
- 샤크 (2004년) - 버니 목소리 역
- 프릭스 (2002년) - 하랜 그리피스 역
- 동물 농장 특공대 (1998년)
- 명탐정 디씨 (1997년) - 제크 역
- 덤보 낙하 작전 (1995년) - 애쉬포드 역
- 쿨 러닝 (1993년) - 상카 코피 역
- 닥터 기글 (1992년)
- 클래스 엑트 (1992년)
- 홈보이 (1991년)
- 정글 피버 (1991년)